# Клыки

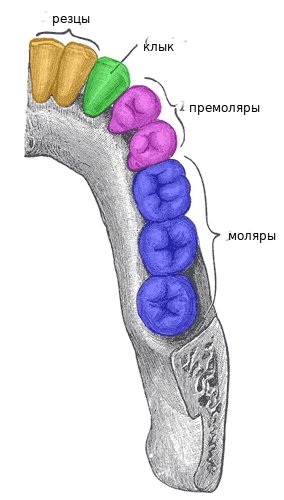
Зубы правой половины нижней зубной арки современного человека. Вид сверху.

Клыки — конусовидные зубы, которые служат для разрывания и удержания пищи.
У человека и других млекопитающих клыки располагаются между резцами и коренными зубами.
Кроме участия в пищеварительной системе, клыки также используются животными как оружие обороны, хищниками — для добычи пищи.
У ядовитых змей клыки полые внутри и используются для выделения яда из ядовитых желёз, являющихся видоизменившимися ушными слюнными железами.

## Клыки человека

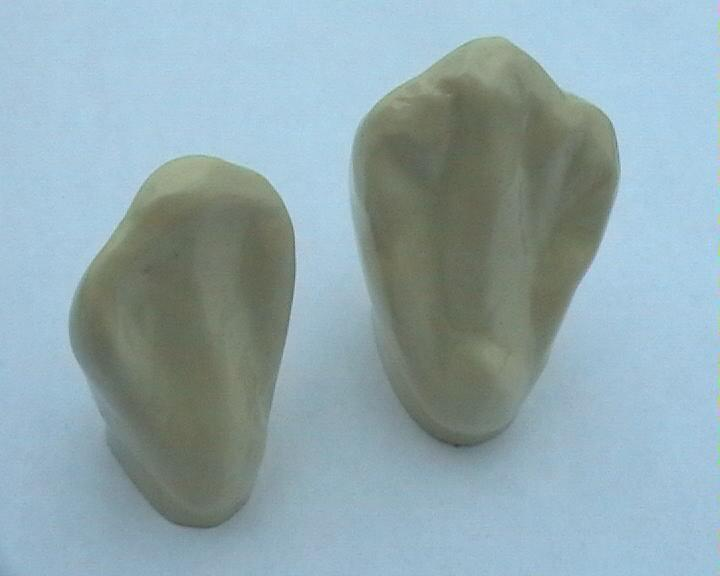
Клыки человека

У человека 4 клыка: 2 на нижней челюсти и 2 на верхней. Это третьи зубы от средней линии, которые завершают фронтальную группу зубов. Клыки длиннее  резцов, имеют копьевидную коронку, с утолщением в виде продольного вестибулярного валика. Они также обеспечивают поддерживающий каркас для круговой мышцы рта.
Антропометрическая точка, которая соответствует вершине рвущего бугорка клыка, называется канинон (лат. caninon).
Клыки реже поражаются кариесом, чем жевательные зубы, поскольку на их поверхности нет ямок, углублений и других неровностей, в которых бы накапливались остатки пищи, а также благодаря более толстому слою дентина.

## Использование клыков

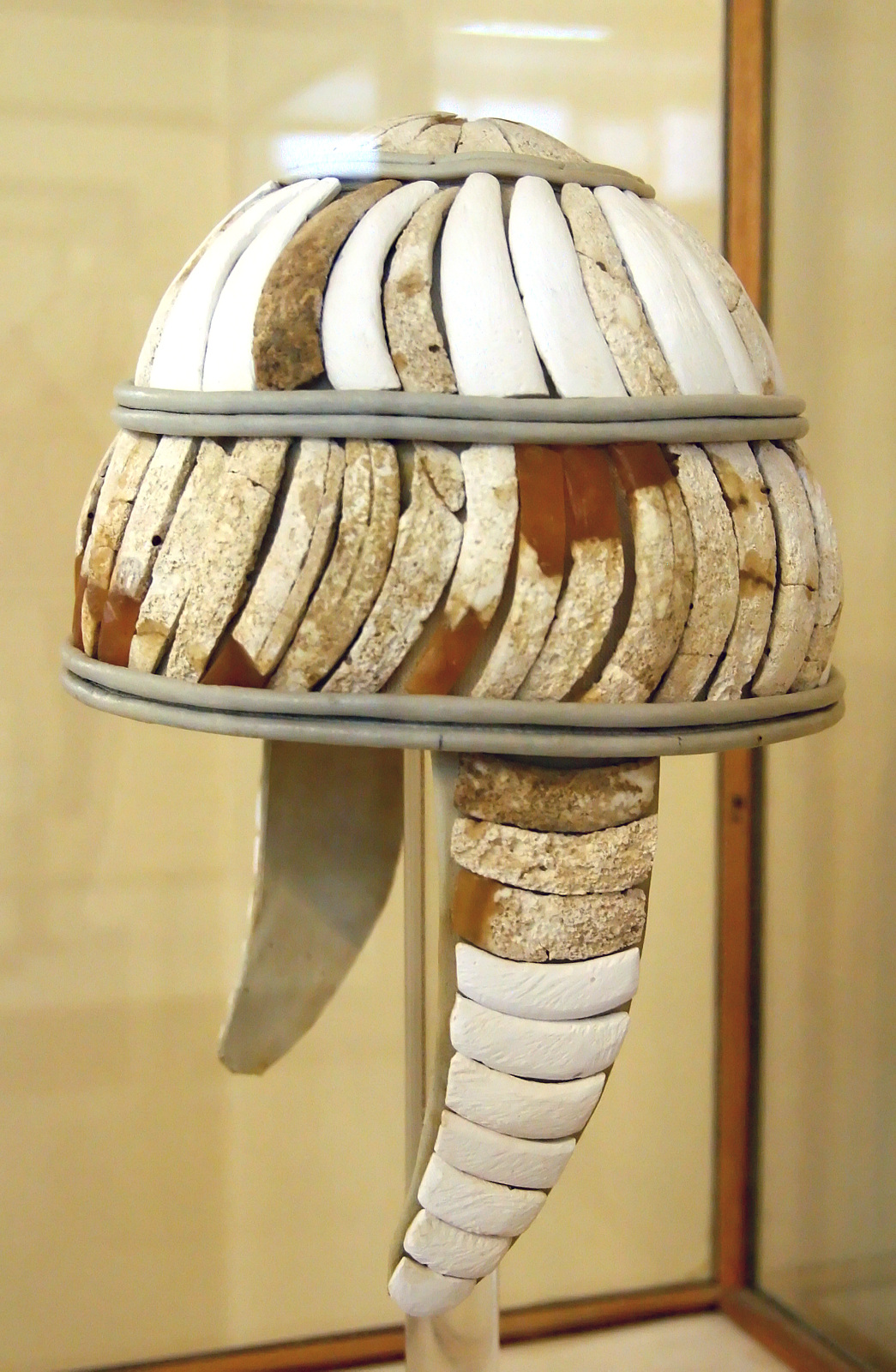
Шлем из клыков кабана

В Древней Греции в конце бронзового века из клыков дикого кабана изготовляли шлемы.
Клыки использовались разными народами как амулеты, обереги и в магической практике. Клыки подвешивали к колыбели мальчика, чтобы воспитать в нём мужество.

Клыки животных
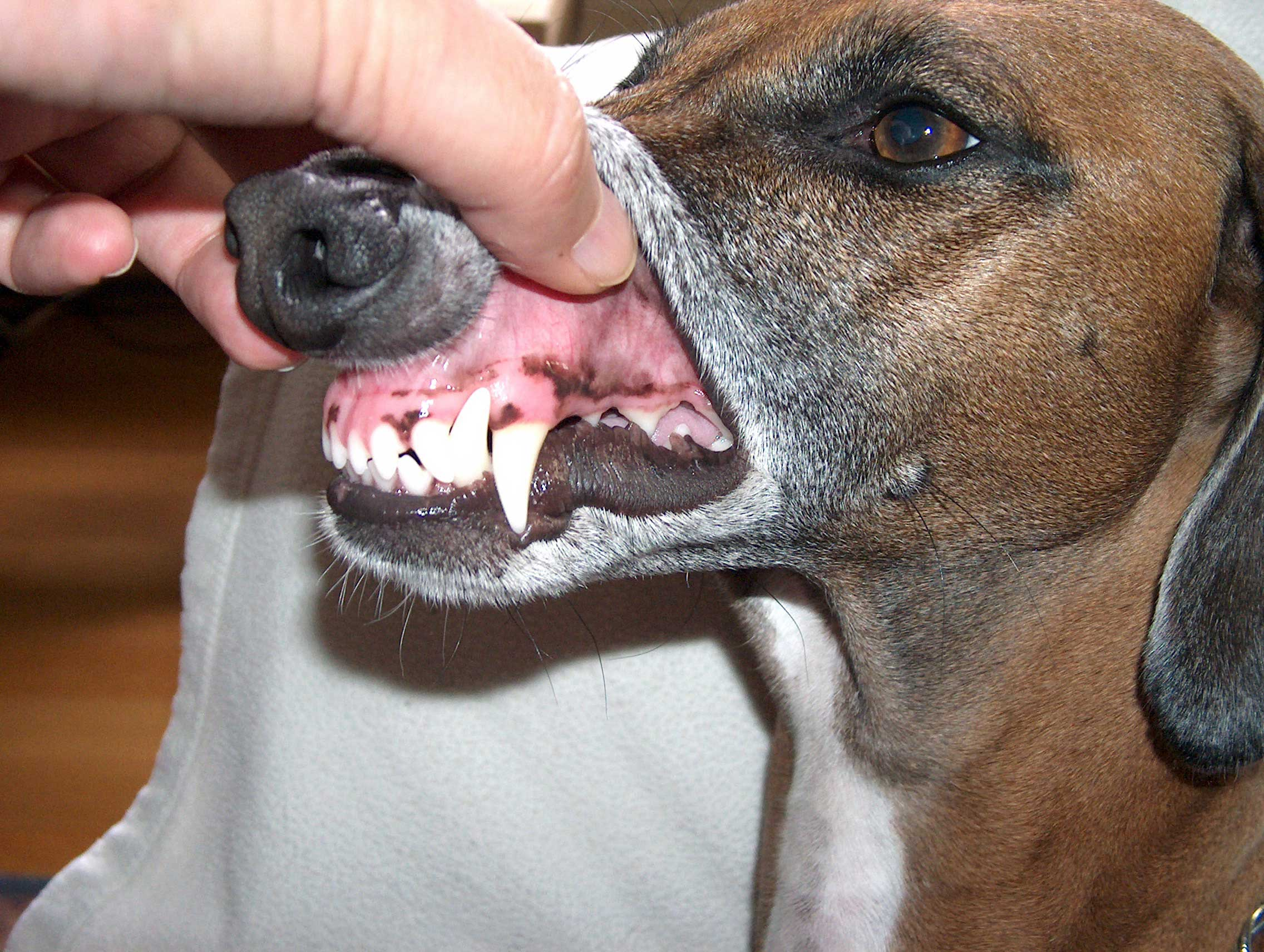
Клык собаки
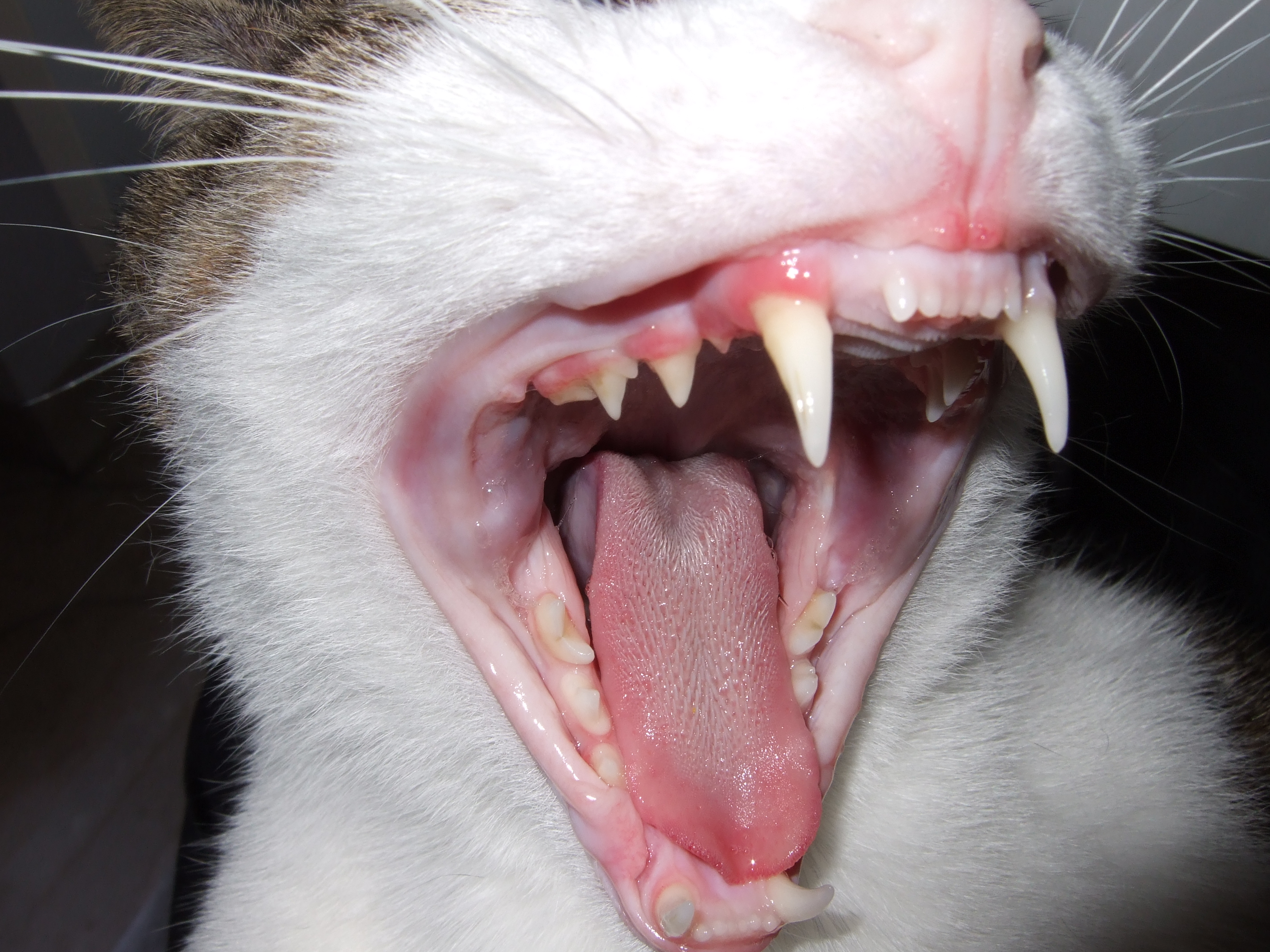
Клыки кошки
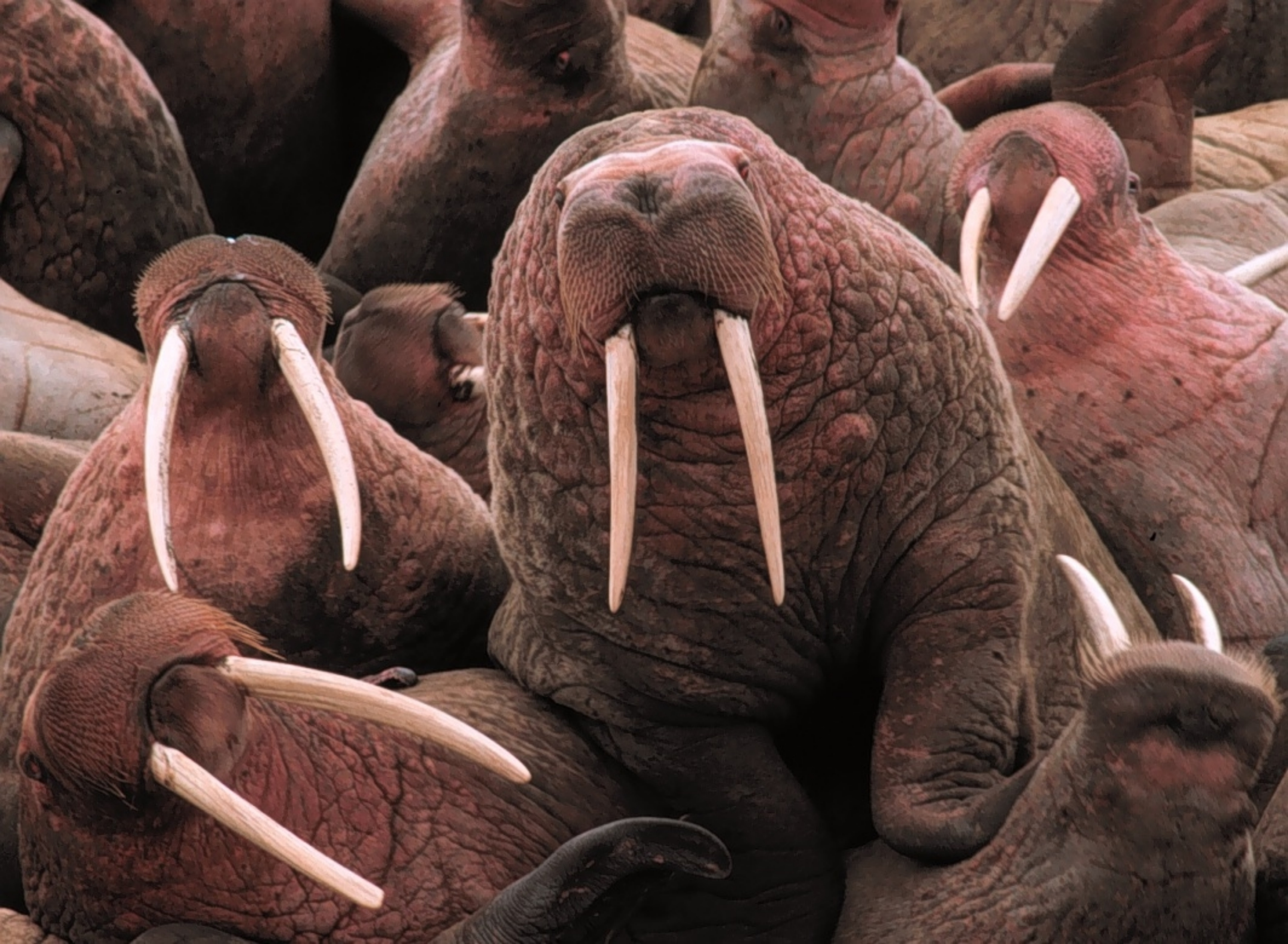
Клыки (бивни) моржей
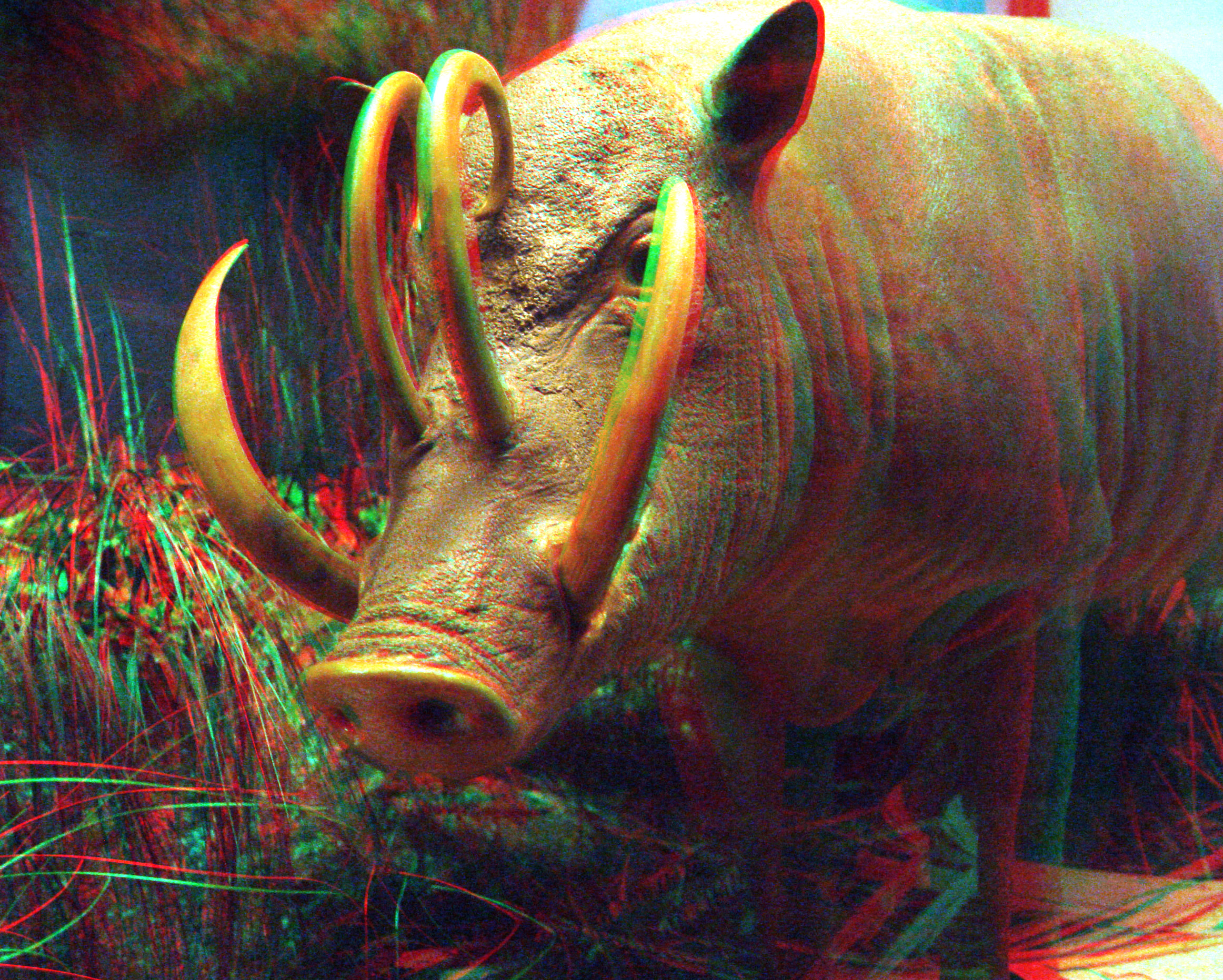
Клыки самца бабируссы